# Xianning
Xianning (cinese: 咸宁; pinyin: Xiánníng) è una città-prefettura della Cina nella provincia dello Hubei.

## Suddivisioni amministrative
- Distretto di Xian'an
- Chibi
- Contea di Jiayu
- Contea di Tongcheng
- Contea di Chongyang
- Contea di Tongshan